# 波梅里约
波梅里约（法語：Pommérieux，法語發音：[pɔmeʁjø]；洛林语：Peumerieu）是法国摩泽尔省的一个市镇，属于梅斯区。

## 地理
波梅里约（48°59'47"N, 6°10'22"E）面积4.31 平方千米，位于法国大東部大區摩泽尔省，该省份为法国东北部内陆省份，是洛林的一部分，西南接默尔特-摩泽尔省，东临下莱茵省，北与卢森堡和德国接壤。
与波梅里约接壤的市镇（或旧市镇、城区）包括：塞耶河畔宽、古万、卢维尼、普尔努瓦拉格拉斯、锡莱尼、韦尔尼。

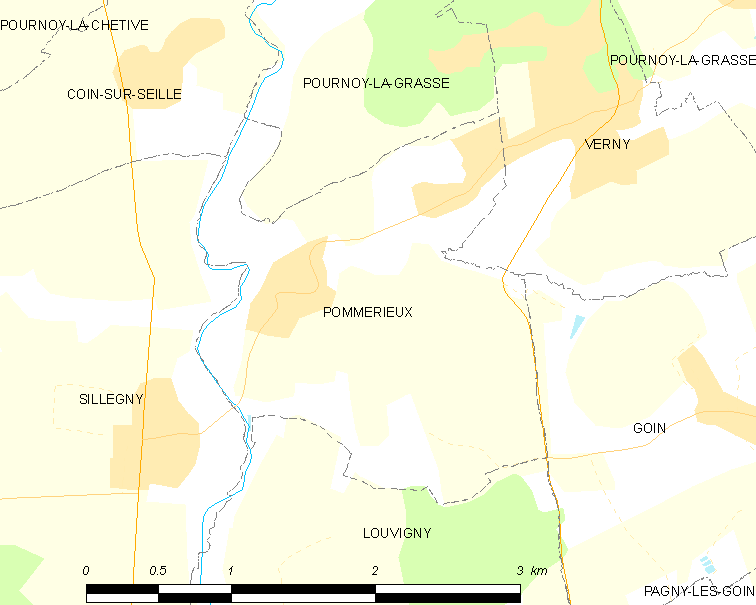
波梅里约的OSM定位图

波梅里约的时区为UTC+01:00、UTC+02:00（夏令时）。

## 行政
波梅里约的邮政编码为57420，INSEE市镇编码为57547。

## 政治
波梅里约所属的省级选区为福尔克蒙县。

## 人口

1962-2008年间波梅里约人口变化图示

波梅里约于2022年1月1日时的人口数量为728人。